# Набига аль-Джади
Набига аль-Джади (араб. النابغة الجعدي‎; VII век, Аравийский полуостров — 670, Исфахан) — арабский поэт и сподвижник исламского пророка Мухаммеда. Он был среди долгожителей Альмуанарима (араб. المعمرين‎) своей эпохи и был известен своей поэзией как до, так и после появления ислама.

## Биография
Аль-Набига родился в аль-Фаладже (современный аль-Афладж) к югу от Неджда на Аравийском полуострове. Дата его рождения неизвестна, но он сам утверждает в известной поэме, что он старше своего тезки Набиги аз-Зубьяни и жил во времена царя Мунзира III (умер в 554 году). Его полное имя было Кайс ибн Абдаллах ибн Амр ибн Адас ибн Рабиа ибн Джаада ибн Кааб ибн Рабиа ибн Амир ибн Сашаа (араб. أبو ليلى النابغة الجعدي الكعبي‎). Его отец был: Кайс бин Абдулла бин Амр бин Адас бин Рабиа бин Джаада бин Кааб бин Рабиа бин Аамер бин Сасаа  (араб. قيْس بن عَبْد اللّه بن عَمْرو بن عدس بن ربيعة بن جَعْدة بن كعب بن ربيعة بن عامر بن صعصعة‎). Его матерью была Фахра бинт Амр ибн Шахна ибн Джабир ибн Усама ибн Малик ибн Наср ибн Куайн ибн аль-Харис ибн Салаба ибн Дудан ибн Асад (араб. فاخرة بنت عمرو بن شحنة بن جابر بن أسامة بن مالك بن نصر بن قعين بن الحارث بن ثعلبة بن دودان بن أسد.‎).
Он стал известен как «ан-Набига» (араб. النابغة‎, что означает «гений»), потому что 30 лет молчал и не сочинял стихов, а затем внезапно «разразился» стихами. Ещё до принятия ислама он, как сообщается, отрёкся от идолопоклонства и запретил употребление вина.
Говорят, что в юности он посетил двор Лахмидов в аль-Хире. В своих стихах он утверждал, что был свидетелем правления аль-Мунзира ибн Мухаррика (правил в 578–582 гг. н. э.) и знаменитой ярмарки Укад:

Я был свидетелем Укада до его упадка, Когда я был в числе молодых людей, И Мунзира ибн Мухаррика в его царстве, И я видел день сражений Нумана.
Впервые он упоминается в исламской истории как глава делегации Бану Джадада, посетившей Пророка Мухаммада около 9 г. хиджры / 630 г. н. э. Он принял ислам и читал стихи, восхваляющие Пророка. Среди его знаменитых строк:

Я последовал за Посланником Аллаха, когда он пришёл с верным руководством, читая книгу, сияющую, как Млечный Путь. Мы достигли небес со славой и предками нашими — и надеемся на ещё более высокое проявление.
Когда Пророк спросил: «А что это за высшее проявление, Абу Лейла?», он ответил: «Рай». Пророк сказал: «Да, если на то будет воля Божья».
Позже он прочитал Пророку стихи, начинающиеся со слов:

Я вспомнил — и память пробуждает юношу, Ибо скорбящая душа должна помнить. Дни близости между мной и ней закончились, Но тоска моя не утихла и не ослабла.
Ан-Набига участвовал в завоевании Персии и сражался на стороне Али ибн Абу Талиба в битве при Сиффине, будучи уже пожилым человеком. Он поселился в Куфе, но позже Муавия I конфисковал его имущество в Медине из-за его лояльности Али и сослал его в Исфахан. Около 63–65 гг. хиджры (683–685 гг. н. э.) он неохотно присягнул на верность Абдуллаху ибн аз-Зубайру.
Он умер в Исфахане приблизительно в 65 году хиджры / 684 г. н. э., прожив, по разным данным, от 112 до 120 лет.

## Поэзия
По мнению Ибн Саллама аль-Джумахи, ан-Набига принадлежал к третьему ярусу доисламских поэтов, наряду с такими поэтами, как Абу Зуайб аль-Худхали и аш-Шаммах ибн Дирар.. Его творчество охватывает хвалебную поэзию, хвастовство, плач и сатиру. Несмотря на мастерство в создании ярких образов, особенно в описаниях лошадей, его поэзия считается несколько неровной из-за отсутствия тщательной переработки.
Он участвовал в известных поэтических дуэлях (хиджа) с несколькими поэтами:
- Около 40 года хиджры / 660 г. н. э. в Басре он обменивался сатирическими стихами с Аусом ибн Магрой и аль-Ахталом[7].
- Между 40 и 63 гг. хиджры (660–683 гг. н. э.) он столкнулся с Савваром ибн Авфой и женой Саввара, поэтессой Лейлой аль-Ахьялийей. Поединок начался между Набигой и Савваром, но Лейла взяла верх из-за своего большего поэтического мастерства. Некоторые сообщения — вероятно, преувеличенные — утверждают, что Лейла даже замышляла убить Набигу. По большинству свидетельств, Лейла вышла победительницей и публично опозорила его.

Среди его произведений есть пронзительный плач по сыну Мухарибу и младшему брату Вахваху:

Земля потемнела, меня охватила скорбь по Мухарибу и Вахве, которые ушли. Их утрата тяжелее гор — нет утешения для этой измученной души.
Он также сочинил стихи, размышляющие о человеческой смертности:

О смертный, твоя судьба — лишь мимолетное дуновение, Хотя богатство и власть не защитят тебя от смерти.
После завоевания Хорасана он писал:

О люди, разве вы не видите, как Персия лежит в руинах, Ее народ унижен, превращен в рабов, пасущих ваши стада, — Их царство исчезло, как сон в ночи.

## Исследования
- Maria Nallino, "An-Nābiġa al-Jaʿdī e le sue poesie", Rivista degli Studi Orientali, vol. 14 (1933–34), pp. 135–190, 380–432